# Ira S. Webb
Ira S. Webb (12 maggio 1899 – 9 dicembre 1971) è stato un produttore cinematografico, scenografo, sceneggiatore, art director e regista statunitense.
Vinse un Premio Oscar. 

## Filmografia
- Le mille e una notte (Arabian Nights), regia di John Rawlins (1942)
- Il fantasma dell'Opera (1943)
- La voce magica (1944)
- Alì Babà e i quaranta ladroni (1944)
- La nave della morte (Follow the Boys), regia di A. Edward Sutherland (1944)